# ماساهیرو کوتاکا
ماساهیرو کوتاکا (انگلیسی: Masahiro Kotaka؛ زادهٔ ۱۸ فوریهٔ ۱۹۶۰) وزنه‌بردار اهل ژاپن است.
وی در مسابقات کشوری و بین‌المللی در مجموع برندهٔ ۲ مدال برنز شده‌است.